# Christine Sautermeister
Christine Sautermeister, auch Christine Sautermeister-Noël (* im 20. Jahrhundert) ist eine deutsch-französische Philologin, Lehrbuchautorin, Essayistin und Übersetzerin aus dem Französischen. Ihr Spezialgebiet ist die Literatur von Louis-Ferdinand Céline.

## Leben und Werk
Christine Sautermeister promovierte mit einer Arbeit über die Rezeption des französischen Schriftstellers Louis-Ferdinand Céline in Deutschland. Sie war Dozentin am Zentralen Fremdspracheninstitut der Universität Hamburg und befasste sich mit der Fremdsprachendidaktik des Französischen und den Problemen von Übersetzungen aus dem Französischen ins Deutsche. Sie ist Autorin von Lehrbüchern für Übersetzer sowie den Fremdsprachenunterricht.
Der Schwerpunkt ihrer sprachwissenschaftlichen Arbeit ist die Literatur von Louis-Ferdinand Céline. Sie schrieb Bücher und zahlreiche Artikel über ihn, die in der Céline-Forschung, vor allem in Frankreich, rezipiert werden, und ist Mitautorin bei der Société d'études céliniennes. Pierre Assouline nannte sie „spécialiste des rapports entre Céline et l’Allemagne“ (dt.: Spezialistin für die Beziehungen zwischen Céline und Deutschland). Zusammen mit ihrem Ehemann, dem Germanisten Gert Sautermeister, übersetzte sie Celines Roman Casse-pipe, der 1977 unter dem Titel Kanonenfutter auf Deutsch erschien. Die Frankfurter Allgemeine Zeitung würdigte die Übersetzungsleistung in der Rezension des Buches. Ihre bekanntesten Publikationen sind der Essay Céline vociférant, ou, L'art de l'injure (2002), eine stilistische Untersuchung über Célines Sprache, und die Studie Louis-Ferdinand Céline à Sigmaringen (2013) über Realität und Fiktion in Célines Roman D'un château l'autre von 1957.

## Veröffentlichungen
Schriften zum Werk von Céline
- Louis-Ferdinand Céline à Sigmaringen, novembre 1944-mars 1945. Chronique d’un séjour controversé, Édition Écriture, Paris 2013, ISBN 978-2-35905-095-0
- Céline vociférant, ou, L'art de l'injure, Société d'études céliniennes, Paris 2002, ISBN 978-2-913193-03-1
- «Avec les mots on ne se méfie jamais suffisamment» ou la dynamique de l’invective chez Louis-Ferdinand Céline. In: Études littéraires. 39, no. 2 (2008), Presses de L'Université Laval, Québec, ISSN 0014-214X, S. 83–98. doi:10.7202/019284ar (pdf)
- La traduction allemande de ‚Bagatelle sur un massacre‘. In: Actes du Colloque international de Londres L.-F. Céline (5-7 juillet 1988), Du Lérot, Tusson/Paris 1989, S. 209–225[8]
- La Critique allemande. In: L.-F. Céline 5. Vingt-cinq ans d'études céliennes, texte réunis par Pascal Fouché. La Revue des Lettres Moderne, Paris 1988, S. 153–164
- Louis-Ferdinand Céline - Essay, mit Gert Sautermeister. In: Kritisches Lexikon zur fremdsprachigen Gegenwartsliteratur, Verlag C.H. Beck, München 2014 (Anfang einsehbar)

Übersetzungen
- Louis-Ferdinand Céline: Kanonenfutter, mit dem Notizbuch des Kürassiers Destouches, aus dem Französischen und mit einem Nachwort von Christine Sautermeister-Noël und Gert Sautermeister, Rowohlt Taschenbuch Verlag, Reinbek, 1977, ISBN 978-3-499-25079-8. Zweite Auflage 1985, ISBN 978-3-499-25079-8
- Julia Kristeva: Die Aktualität Célines. In: Literaturmagazin Nr. 10. Vorbilder, herausgegeben von Jürgen Manthey, Delf Schmidt. Rowohlt Verlag, Reinbek 1979, S. 67–79

Lehrbücher und Aufsätze zur Sprachdidaktik
- La traduction allemand-français. Difficultés du texte, essai de traduction, commentaire, bilan, exercice et lexique, mit Elisabeth Ayad. Hueber Hochschulschriften, München 1975, ISBN 978-3-19-003115-3. Zweite überarbeitete und erweiterte Auflage 1987, ISBN 978-3-19-006981-1
- Le français langue étrangère à l'université, mit Wolfgang Börner, Zentrales Fremdspracheninstitut, Hamburg 1987
- La Femme devant la langue. In: Frauenthemen im Fremdsprachenunterricht, Arbeitsberichte 3, Zentrales Fremdspracheninstitut, Universität Hamburg 1985, S. 63–97
- Image de la région dans la publicité française. Une certaine idée de la France. In: Zielsprache Französisch, 16 (1984) 1, S. 1–15[9]
- Der sichere Weg zur guten französischen Nacherzählung, mit Gert Sautermeister. C. Bange Verlag, Hollfeld 1973, ISBN 978-3-8044-0534-9